# ロチャ
ロチャ（Rocha）はウルグアイ東南部に位置する都市。ロチャ県の県都。

## 概要
ブラジル国境とモンテビデオを繋ぐ幹線道路上にある。
鉄道駅は1980年代に閉鎖されてしまっており、空港は小さな飛行場がひとつあるのみ。しかし観光客招致の為、ラ・パロマ付近に新しく港湾を建設することや、いくつかの空港を建設するなど大規模なインフラ整備が計画されている。